# Kodak Retina
Retina var märkesnamnet på en lång serie av tyskbyggda Kodak 35 mm kameror, tillverkade mellan 1934 och 1969. Kodak Retinakameror tillverkades i Stuttgart-Wangen av Kodak AG Dr. Nagel Werk som Kodak hade förvärvat i december 1931.
Retinaserien inkluderade en mängd olika hopfällbara och icke-hopfällbara modeller, inklusive Retina Reflex spegelreflexkamera. Retinakameror var kända för sin kompakta storlek, höga kvalitet och låga kostnad jämfört med konkurrenterna. Kamerorna är idag eftersökta av både fotografer och samlare.
Kodak AG erbjöd också en kompletterande serie med billigare Retinettekameror, med liknande utseende och funktion.
Retinakameran var den första kameran som använde Kodaks dagsljuskassetter för det då nya formatet 24x36 mm, baserat på 35 mm film.

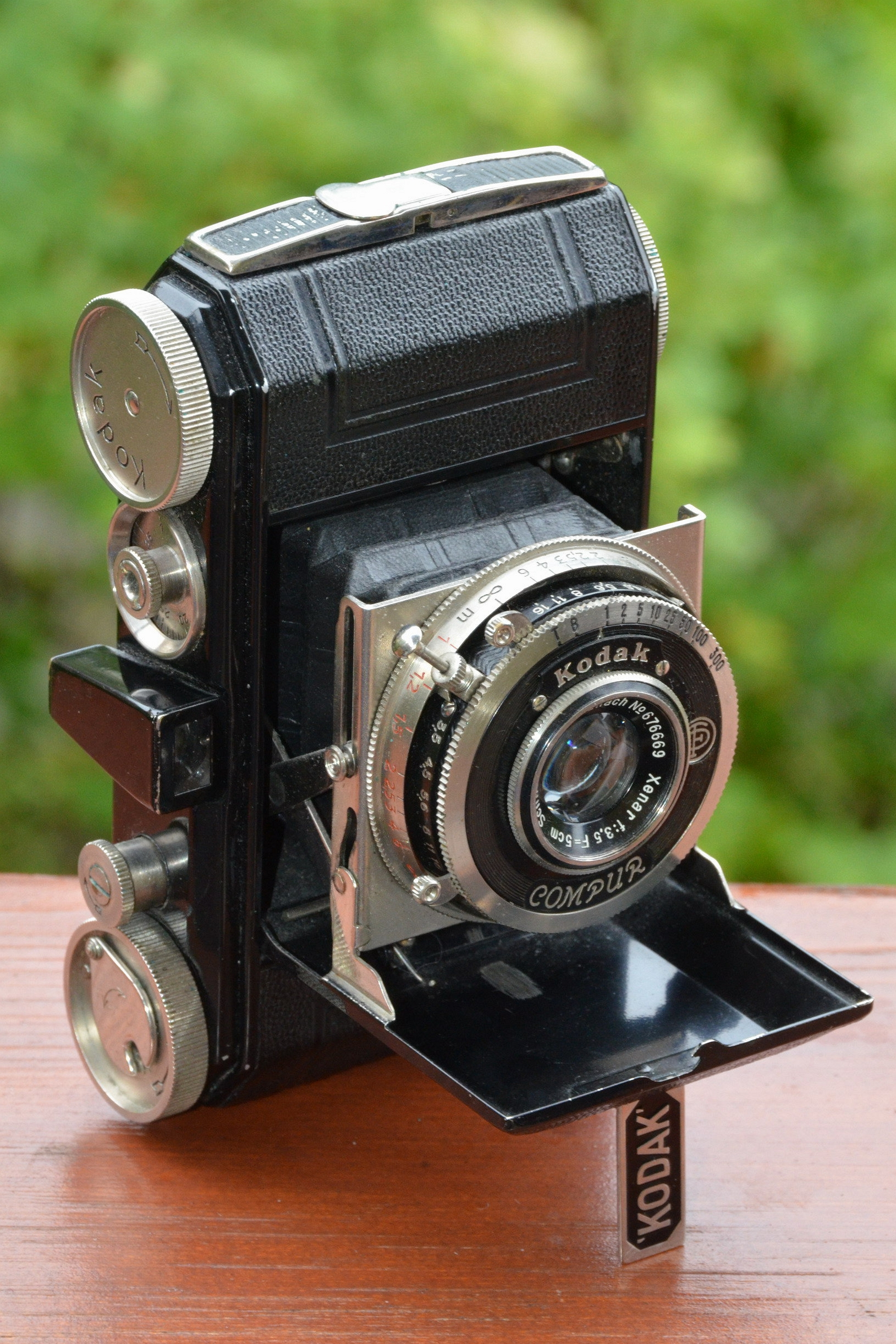
Kodak Retina (Nr. 117), 1934–1935 ("First Retina")
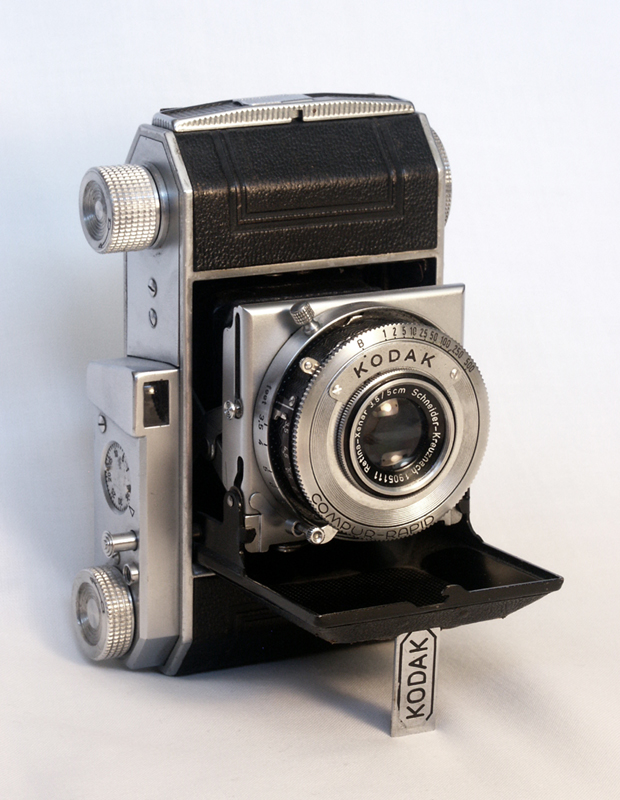
Kodak Retina I (Typ 010), 1946–1949
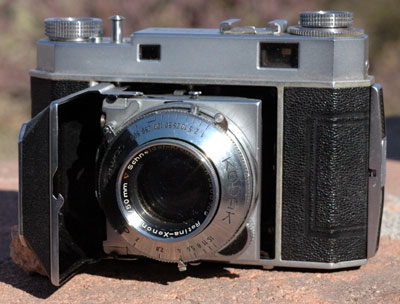
Kodak Retina II (Typ 014) 1949–1950
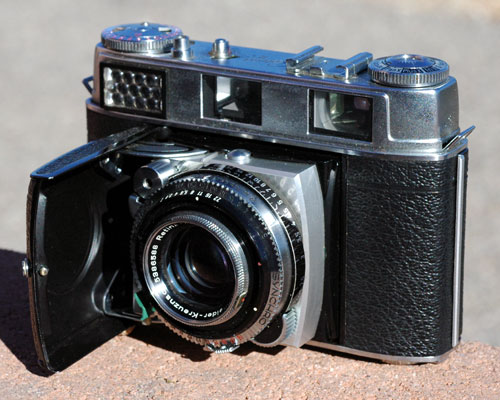
Kodak Retina IIIC (Typ 028) 1957–1960